# ジョージ・ヤング (ミュージシャン)

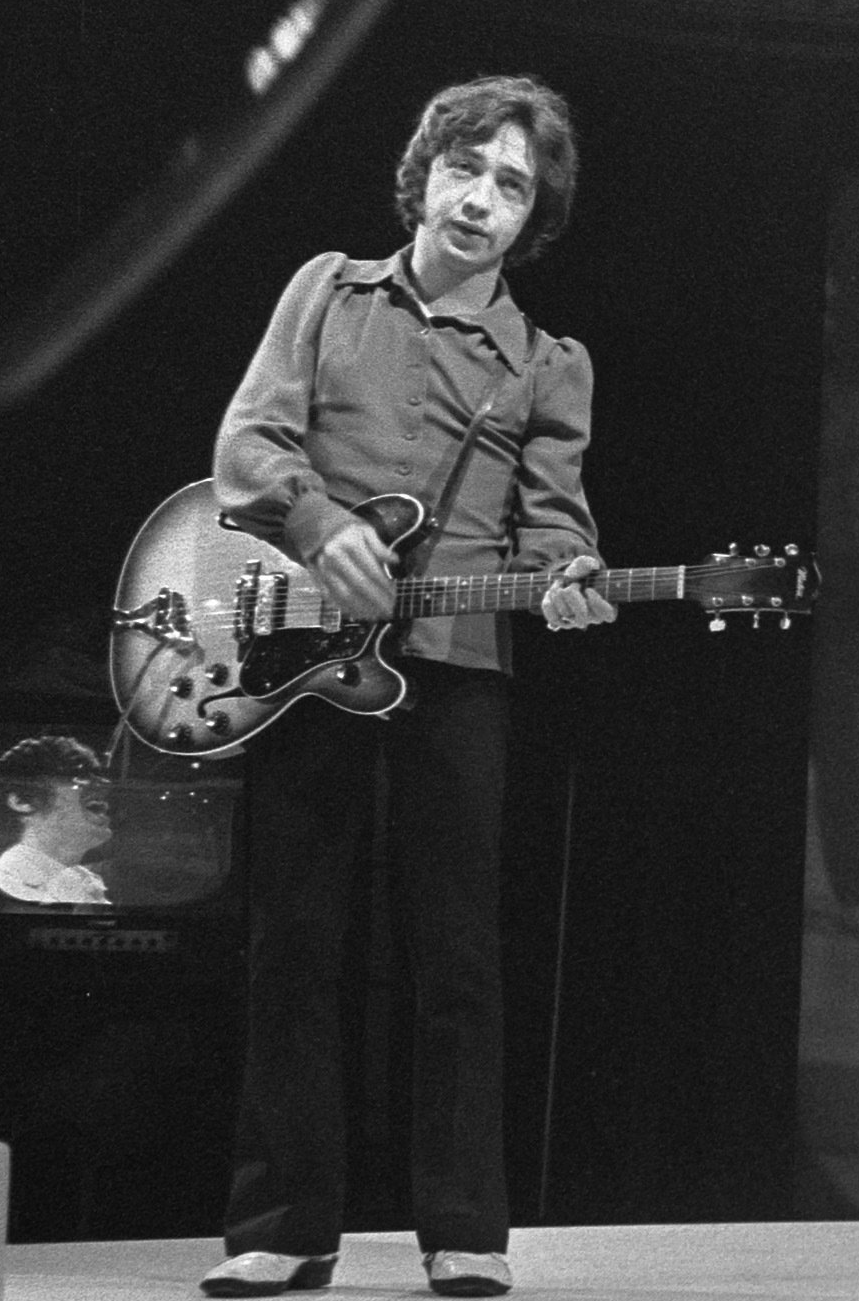
ジョージ・ヤング (1968年)

ジョージ・ヤング(George Young)ことアルフレッド・レッドバーン・ヤング(Alfred Redburn Young、1947年11月6日 - 2017年10月23日) は、スコットランド出身のオーストラリアのロック・ミュージシャン、ソングライター、音楽プロデューサーである。1960年代に活躍したオーストラリアのバンド、イージービーツ(The Easybeats)のメンバーであり、世界各国でヒットした「Friday On My Mind」や「Love is in the Air」の共作者のひとりである。また、実弟であるマルコム・ヤングとアンガス・ヤングをフィーチャーしたハード・ロック・バンドAC/DCのプロデューサーとしても知られている。

## 経歴
ジョージ・ヤングは、スコットランド最大の都市グラスゴーの東郊クランヒル(Cranhill)で生まれた。父の名はウィリアム・ヤング(William Young)、母の名はマーガレット(Margaret)といい、母の旧姓もヤング(Young)であった。1963年に、一家はオーストラリアへ移住した。このとき、長兄のアレックスだけはスコットランドに残り、後にGrapefruitというバンドのメンバーとなった。
やがて、シドニーで高校(Sefton High School)在学中に音楽活動を始めたヤングは、イージービーツのリズムギターとして、1960年代に最初の国際的な成功を手にした。ジョージは、初めのうちはヴォーカルのスティーヴィー・ライト(Stevie Wright)と、後にはリードギターのハリー・ヴァンダ(Harry Vanda)と曲作りに取り組み、イージービーツのほとんどの曲の共作者となった。
1970年にイージービーツが事実上解散した後、ヴァンダとジョージは、ポップ系やロック系の楽曲を他のアーティストたちに提供することに注力し、また、Vanda & Young、Flash and the Panなど様々な名儀で活動した。そのような、スタジオでのレコーディングのみで実演をほとんどしないグループのひとつが、ヴァンダとジョージに、ジョージの弟たちマルコムとアンガスを加えたMarcus Hook Roll Bandという名のバンドであった。
ヴァンダとジョージは、AC/DCの『ハイ・ヴォルテージ』や『パワーエイジ』など初期のアルバムを共同でプロデュースした。ジョージはまた、AC/DCの初期にはステージに助っ人で上がることもあり、デビュー・アルバムの『ハイ・ヴォルテージ』では、ベーシストとしてクレジットされている。また、2000年にAC/DCのアルバム『スティッフ・アッパー・リップ』を単独でプロデュースしている。
2017年10月22日、70歳で死去。翌月には、弟のマルコム（AC/DC）も亡くなっている。

## ヴァンダとヤングがプロデュースしたおもなアーティスト
- Stevie Wright
- AC/DC
- John Paul Young
- The Angels
- Rose Tattoo
- Flash and the Pan

## ヴァンダとヤングが共作したおもな曲
- "Friday On My Mind" - The Easybeats (1966) - オーストラリア #1、米 #16、英 #6

デヴィッド・ボウイ、ゲイリー・ムーアなども取り上げている。
- "Good Times" - The Easybeats (1968)

1986年に、INXS with Jimmy Barnes がカバーした。
- "Love is in the Air" - John Paul Young (1978) - オーストラリア #2、米 #7、英 #5
- "Walking in the Rain" - Flash and the Pan (1979)

1981年に、グレイス・ジョーンズ がカバーした。
- "Evie - Parts 1, 2 & 3" - Stevie Wright, Pat Travers Band, The Wrights
- "Hey St. Peter" - Flash and the Pan (1976) - オーストラリア #5